# Prva lička proleterska udarna brigada NOVJ-a
Prva lička proleterska narodnooslobodilačka udarna brigada „Marko Orešković“ je formirana 8. srpnja 1942. godine u selu Toboliću kraj Slunja, na Kordunu, kao Prva udarna brigada Prve operativne zone Hrvatske, od ličkih bataljuna "Marko Orešković" i "Vuksan Pekiša", Drugog bataljuna Prvog kordunaškog NOP odreda i Udarnog bataljuna Banijskog NOP odreda. Tada je imala nešto preko 1100 boraca.
Bila je poznata pod imenima:
Udarna brigada Prve operativne zone Hrvatske
Prva udarna brigada Hrvatske
Prva udarna brigada Šeste ličke divizije
Prvi zapovjednik brigade bio je Stevan Opsenica, narodni heroj, a politički komesar Uroš Krunić, narodni heroj.
Prva lička brigada, udarna i proleterska, iako je ime teritorijalno određuje, nije samo lička. Lika je u tu brigadu, kad je formirana, u lipnju 1942. godine, dala svoja dva bataljuna. U prvoj fazi borbenih operacija 1. brigade, koja je isprva bila 1. brigada 1. operativne zone, a zatim 1. hrvatska brigada, do formiranja divizija u Hrvatskoj, od lipnja do studenog 1942. godine, u njezinom sastavu su bili i po jedan bataljun iz Banije i sa Korduna. 
U završnim operacijama, poslije borbe za Valjevo, rujna 1944. godine, sastav brigade je gotovo u potpunosti izmijenjen: isprva dobrovoljci (do prosinca 1944.), a zatim novomobilizirani borci iz Srbije, čine oko 90 % sastava starih ličkih bataljuna "Marko Orešković", "Pekiša Vuksan", "Božidar Adžija" i "Matija Gubec", a brigada je imala i Peti bataljun, makedonski, „Jane Sandanski“. Prije toga je u dva navrata imala po pet bataljuna - od prosinca 1942. do sredine svibnja 1943. Peti mitraljeski i u proljeće 1944. Peti ruski. 
Prva lička narodnooslobodilačka udarna brigada, je u drugoj fazi rata preuzela ime od svog 1. bataljuna ime slavnog ličkog revolucionara i junaka Marka Oreškovića Krntije. Djelovala je od Karlovca do Siska na sjeveru, od Senja i Karlobaga na zapadu, do Knina na jugu. Osiguravala je i Prvo i Drugo zasjedanje AVNOJ-a.
Od 22. studenog 1942. godine pa do kraja rata Prva lička brigada bila je u sastavu Šeste ličke proleterske divizije.
U sastavu Šeste ličke proleterske divizije "Nikola Tesla" izvela je pohod od Drvara do Zlatibora. Oslobađala je zapadnu Srbiju, Valjevo i Beograd, prva prešla zemunski most 20. listopada 1944. godine i krenula na Srijemsku bojišnicu. Od početka ofenzive 5. travnja 1945. do oslobođenja Zagreba, nije imala ni dana odmora.
Tijekom rata u Prvoj ličkoj brigadi borilo se oko 12000 boraca, od kojih je preko 2500 poginulo, a 28 boraca brigade odlikovano je Ordenom narodnog heroja Jugoslavije.
19. ožujka 1944. godine Prva lička brigada je proglašena proleterskom.
Povodom tridesetpetogodišnjice formiranja Šeste ličke proleterske divizije „Nikola Tesla“, 21. srpnja 1977. godine odlikovana je Ordenom narodnog heroja Jugoslavije.

## Narodni heroji Prve ličke proleterske brigade
- Milan Antončić
- Bogdan Bolta
- Uroš Krunić
- Stevan Opsenica